# Tentyria latreillei
Tentyria latreillei es una especie de escarabajo del género Tentyria, tribu Tentyriini, familia Tenebrionidae. Fue descrita científicamente por Solier en 1835.

## Descripción
Mide 14-18 milímetros de longitud.

## Distribución
Se distribuye por la isla de Yerba, en Túnez y Libia, África.